# Акматжанов, Нематжан
Нематжан Акматжанов (род. 1946) — киргизский советский колхозник, депутат Верховного Совета СССР.

## Биография
Родился в 1946 году. Киргиз. По состоянию на 1974 год — член ВЛКСМ. Образование среднее специальное.
В 1965—1968 годах служил в Советской Армии. С 1968 года механизатор, а с 1970 года — бригадир комплексной хлопководческой бригады колхоза «Коммунизм» Ленинского района Ошской области.
Депутат Совета Национальностей Верховного Совета СССР 9 созыва (1974—1979) от Ленин-Джольского избирательного округа № 337 Киргизской ССР. Член Комиссии по товарам народного потребления Совета Национальностей.